# Pedro Passos Coelho
Pedro Manuel Mamede Passos Coelho (Coimbra, 24 juli 1964) is een Portugees zakenman, politicus en partijleider van de centrumrechtse Sociale Democratische Partij. Op 5 juni 2011 won Passos Coelho de verkiezingen en gaf te kennen een coalitie te willen vormen met de conservatieve CDS-PP. Vanaf 21 juni 2011 was Passos Coelho de premier van Portugal, als opvolger van José Sócrates. In november 2015 is hij opgevolgd door António Costa.

## Jeugd
Pedro Passos Coelho werd geboren in Portugal, als zoon van António Passos Coelho en Maria Rodrigues Santos Mamede. Hij heeft een oudere zus, Maria Teresa Mamede Passos Coelho. Zijn jeugd bracht hij door in Angola, een kolonie van Portugal, waar zijn vader geneeskunde bedreef. Na de Anjerrevolutie van 1974 en de onafhankelijkheid van Angola, keerde hij samen met zijn familie terug naar Europa, waar zij gingen wonen in Vila Real. Daar studeerde hij aan de Liceu Nacional Camilo Castelo-Branco.

## Politieke carrière
Al vroeg startte Passos Coelho in de politiek, waar hij lid werd van de jongerenafdeling van de Sociale Democratische Partij. Daar was hij lid van de raad (1980-1982) en voorzitter van een politieke commissie (1990-1995). Hij was volksvertegenwoordiger in de Assemblée van de Republiek (1991-1999). Ook werd hij lid van de Parlementaire Vergadering van de NAVO (1991-1995) en was hij vicevoorzitter van de parlementsfractie van de Sociale Democratische Partij (1996-1999). In de late jaren 90 was hij in de race voor het burgemeesterschap van Amadora, maar werd verkozen tot gemeenteraadslid (1997-2001).
Op 26 maart 2010 werd Passos Coelho verkozen tot voorzitter van de Sociale Democratische Partij.
In 2011 probeerde hij de regering onder leiding van José Sócrates te overtuigen om maatregelen te nemen om economische stabiliteit te bereiken. De regering faalde hierbij, waardoor een motie van wantrouwen werd ingediend. De premier kondigde hierbij zijn aftreden aan en vervroegde de verkiezingen naar 5 juni 2011. De Socialistische Partij van Sócrates verloor bij deze verkiezingen 23 zetels, terwijl de Sociale Democratische Partij 27 zetels won. Daarmee werd de partij de grootste, met 105 van de 230 zetels.

## Privé
Passos Coelho woont in Massamá. Hij was getrouwd met Fátima Padinha, een voormalige zangeres van de groep Doce. Met haar heeft hij twee dochters (geboren in 1988 en 1993). Momenteel is hij getrouwd met Laura Ferreira, met wie hij één dochter heeft (geboren in 2007).
- Gemeinsame Normdatei: 1078010846
- International Standard Name Identifier: 0000 0003 8218 6269
- Library of Congress Control Number: n2010035759
- Parlement.com: viqga80867l2
- Virtual International Authority File: 263340957
- WorldCat: E39PBJqVRCRcXQFqM3cDttgR8C